# Rzewin
Rzewin – wieś sołecka w Polsce położona w województwie mazowieckim, w powiecie płońskim, w gminie Baboszewo.
W latach 1975–1998 miejscowość administracyjnie należała do województwa ciechanowskiego. Na terenie miejscowości znajdują się: dworek szlachecki z 2 poł. XIX w. i zabytkowa murowana kapliczka. Przez Rzewin płyną dwie rzeki: Raciążnica i Dobrzyca.